# Xã Sciota, Quận Dakota, Minnesota
Xã Sciota (: Sciota Township) là một xã thuộc quận Dakota, tiểu bang Minnesota, Hoa Kỳ. Năm 2010, dân số của xã này là 414 người.